# قارچ‌های زنگاری کلاسیکولومایستس
قارچ‌های زنگاری کلاسیکولومایستس(نام علمی: Classiculaceae) نام یک گونه از شاخه قارچ‌های چتری است.